# 천내중학교
천내중학교(川內中學校)는 대한민국 대구광역시 달성군 화원읍 구라리에 있는 공립 중학교이다.

## 학교 연혁
- 2003년 11월 8일 : 제153회 대구광역시교육위원회 정기회에서 학교 설립 의결
- 2005년 12월 23일 : 신축 교사 완공
- 2006년 3월 1일 : 초대 황순후 교장 취임
- 2006년 3월 3일 : 제1회 입학식(10학급 338명)
- 2008년 8월 28일 : 보건실 현대화
- 2008년 9월 30일 : 도서실 현대화
- 2009년 2월 13일 : 제1회 졸업식(10학급 345명)
- 2019년 9월 1일 : 제6대 최면숙 교장 부임
- 2021년 2월 5일 : 제13회 졸업식(4학급 남 42명, 여 39명)
- 2022년 3월 2일 : 제17회 입학식(4학급 남 42명, 여 33명)
- 2025년 2월 7일 : 제17회 졸업식(남:43명, 여:31명)
- 2025년 3월 4일 : 제20회 입학식(남:44명, 여:35명)

## 참고 자료
- 천내중학교 - 한국교육학술정보원 학교알리미